# Darevskia clarkorum
Espèce
Synonymes
- Lacerta clarkorum Darevsky & Vedmederja, 1977

Statut de conservation UICN

 EN B1ab(i,iii) : En danger
Darevskia clarkorum est une espèce de sauriens de la famille des Lacertidae.

## Répartition
Cette espèce se rencontre près des côtes de la mer Noire de la province de Giresun à la province d'Artvin en Turquie et en Adjarie en Géorgie,.

## Description
Cette espèce terrestre vit dans des zones de broussailles et de roches jusqu'à 2 200 m d'altitude.

## Étymologie
Cette espèce est nommée en l'honneur de Richard J. Clark et Erica D. Clark.

## Publication originale
- Darevsky & Vedmederja, 1977 : A new species of rock lizard Lacerta saxicola Eversmann group from northeastern Turkey and adjoining regions of Adjaria. Trudy Zoological Institute and Academy Nauk SSSR, vol. 74, p. 50-54.